# Claus de Werve

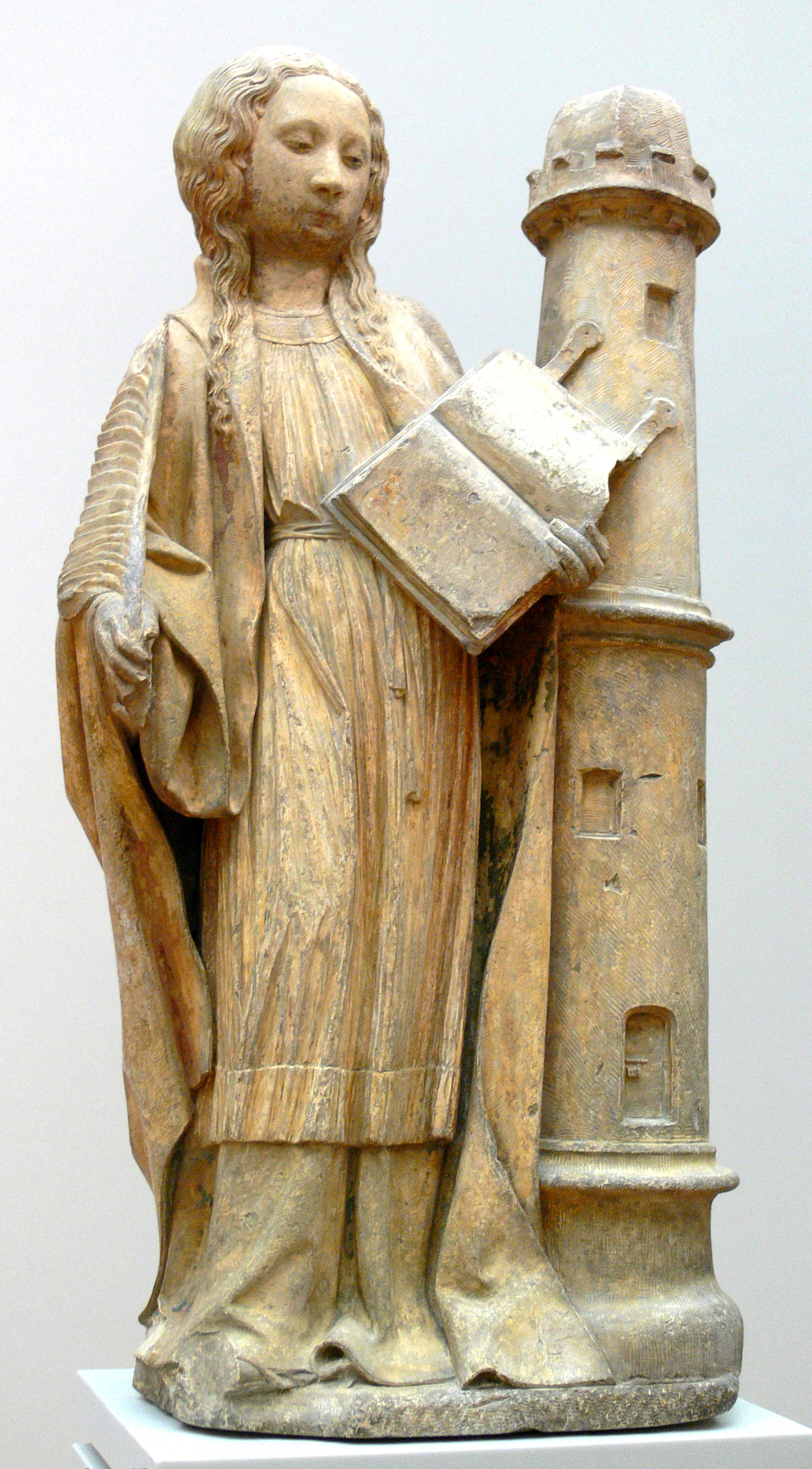
Santa Bárbara (c. 1430), Claus de Werve, Museo Bode, Berlín.

Claus de Werve (los historiadores del arte también le nombran como Claus de Werwe), fue un escultor holandés en estilo gótico que trabajó en Francia durante la primera mitad del siglo XV y se caracterizó por utilizar un estilo realista.
Claus de Werve nació en los alrededores del año 1380 en Haarlem (Países Bajos) y murió en Dijon (Francia) en 1439.
Werve era sobrino del gran Claus Sluter y su discípulo desde 1396, participando en la realización de la cruz monumental el Pozo de Moisés. Sluter, en 1404, debido a su enfermedad le dejó la dirección de la obra, dos años antes de su fallecimiento. Probablemente, las estatuas de Isaías y David sean obra suya.
En 1406, Juan sin Miedo le encargó la finalización de la tumba ducal de Felipe II de Borgoña (iniciada por Jean de Marville y por su tío), cumpliendo el encargo en Dijon en 1410.

## Otras obras importantes
- Cristo en la Tumba (Entierro), catedral de Langres
- Cristo, catedral de San Benigno de Dijon)
- San Hipólito, Poligny
- Virgen con el Niño, Poligny
- Virgen Bulliot, Museo de Autun